# Opius novojariae
Opius novojariae är en stekelart som beskrevs av Fischer 2006. Opius novojariae ingår i släktet Opius och familjen bracksteklar. Inga underarter finns listade i Catalogue of Life.